# Krumme-banden
Krumme-banden (Breadwinners) er en amerikansk animeret action-eventyr-tv-serie, som blev sendt på Nicktoons og Nickelodeon fra 17. feburar 2014 til 12. september 2016. Serien blev produceret af Nickelodeon, I Danmark havde serien premiere den 9. november 2014 fra Nickelodeon. Der 2 sæson med 40 afsnit som har en varighed på 22 minutter.

## Danske stemmer
- Benjamin Kitter: Brødmageren
- Peter Pilegaard: Buhdeuce
- Thea Iven Ulstrup: Ketta
- Rasmus Hammerich: Oonski
- Sonny Lahey: SwaySway
- Caspar Phillipson: T-Midi
- Øvrig Medvirkende: Estrid Ebba Böttiger